# Konzentrationslager Zlarin
Das KZ Zlarin (campo di concentramento de Zlarino) war zur Zeit des Zweiten Weltkrieges ein italienisches Konzentrationslager des faschistischen Italien auf der heute zu Kroatien gehörenden Insel Zlarin. Das Lager bestand vom 25. März 1943 bis 15. Juni 1943, wurde von 120 Soldaten und 20 Carabinieri bewacht und diente zur Internierung und Deportation von jugoslawischen Zivilisten. Etwa 2.500 Gefangene durchliefen das Lager, es gab 26 Todesfälle hauptsächlich wegen der Mangelernährung, schlechter hygienischer Verhältnisse und Folter.
| 25. März 1943 | 30. April 1943 | 15. Juni 1943 |
| ------------- | -------------- | ------------- |
| 50            | 1652           | 1200          |